# 北京金融法院
北京金融法院（英語：Beijing Financial Court）是中国北京市管辖金融民商事案件和涉金融行政案件的专门人民法院。

## 沿革
2020年12月30日，中央全面深化改革委员会第十七次会议并审议通过了《关于设立北京金融法院的方案》，将北京定位为国家金融管理中心，要求设立金融法院对金融案件实行集中管辖。
2021年1月22日，全国人民代表大会常务委员会通过《关于设立北京金融法院的决定》。
2021年3月12日，北京市十五届人大常委会第二十九次会议任命北京金融法院院长、副院长和首批员额法官。
2021年3月18日，北京市高级人民法院通报北京金融法院已正式成立，首批配备25名法官，成立当日即受理一起资产管理公司起诉债券发行服务机构的虚假陈述责任纠纷案件，为中华人民共和国首例银行间债券市场虚假陈述侵权案件，标的额超过5亿元人民币。
2021年7月22日，与中国社会科学院法学研究所、中国社会科学院国际法研究所、北京金融街服务局、中关村科技园区西城园管理委员会合作设立的「金融科技法治研究中心」在北京金融法院揭牌。
2022年9月28日，「金融司法大数据研究（北京）中心」与「最高人民法院金融司法大数据研究中心（北京）调研基地」在北京金融法院揭牌成立。
截至2024年2月底，北京金融法院共受理各类案件21,925件，总标的额超过8,000亿元人民币，其中涉外、涉港澳台案件678件。

## 管辖
2021年3月1日，最高人民法院发布《最高人民法院关于北京金融法院案件管辖的规定》，将北京金融法院案件管辖的具体范围明确为：

第一条　北京金融法院管辖北京市辖区内应由中级人民法院受理的下列第一审金融民商事案件：（一）证券、期货交易、营业信托、保险、票据、信用证、独立保函、保理、金融借款合同、银行卡、融资租赁合同、委托理财合同、储蓄存款合同、典当、银行结算合同等金融民商事纠纷；（二）资产管理业务、资产支持证券业务、私募基金业务、外汇业务、金融产品销售和适当性管理、征信业务、支付业务及经有权机关批准的其他金融业务引发的金融民商事纠纷；（三）涉金融机构的与公司有关的纠纷;（四）以金融机构为债务人的破产纠纷；（五）金融民商事纠纷的仲裁司法审查案件；（六）申请认可和执行香港特别行政区、澳门特别行政区、台湾地区法院金融民商事纠纷的判决、裁定案件，以及申请承认和执行外国法院金融民商事纠纷的判决、裁定案件。

第二条　下列金融纠纷案件，由北京金融法院管辖：（一）境内投资者以发生在中华人民共和国境外的证券发行、交易活动或者期货交易活动损害其合法权益为由向北京金融法院提起的诉讼；（二）境内个人或者机构以中华人民共和国境外金融机构销售的金融产品或者提供的金融服务损害其合法权益为由向北京金融法院提起的诉讼。

第三条　在全国中小企业股份转让系统向不特定合格投资者公开发行股票并在精选层挂牌的公司的证券发行纠纷、证券承销合同纠纷、证券交易合同纠纷、证券欺诈责任纠纷以及证券推荐保荐和持续督导合同、证券挂牌合同引起的纠纷等第一审民商事案件，由北京金融法院管辖。

第四条　以全国中小企业股份转让系统有限责任公司为被告或者第三人的与证券交易场所监管职能相关的第一审金融民商事和涉金融行政案件，由北京金融法院管辖。

第五条　以住所地在北京市并依法设立的金融基础设施机构为被告或者第三人的与其履行职责相关的第一审金融民商事案件，由北京金融法院管辖。

第六条　北京市辖区内应由中级人民法院受理的对中国人民银行、中国银行保险监督管理委员会、中国证券监督管理委员会、国家外汇管理局等国家金融管理部门以及其他国务院组成部门和法律、法规、规章授权的组织因履行金融监管职责作出的行政行为不服提起诉讼的第一审涉金融行政案件，由北京金融法院管辖。

第七条　当事人对北京市基层人民法院作出的涉及本规定第一条第一至三项的第一审金融民商事案件和涉金融行政案件判决、裁定提起的上诉案件和申请再审案件，由北京金融法院审理。

第八条　北京市辖区内应由中级人民法院受理的金融民商事案件、涉金融行政案件的再审案件，由北京金融法院审理。

第九条　北京金融法院作出的第一审民商事案件和涉金融行政案件生效裁判，以及北京市辖区内应由中级人民法院执行的涉金融民商事纠纷的仲裁裁决，由北京金融法院执行。北京金融法院执行过程中发生的执行异议案件、执行异议之诉案件，以及北京市基层人民法院涉金融案件执行过程中发生的执行复议案件、执行异议之诉上诉案件，由北京金融法院审理。

第十条　中国人民银行、中国银行保险监督管理委员会、中国证券监督管理委员会、国家外汇管理局等国家金融管理部门，以及其他国务院组成部门因履行金融监管职责作为申请人的非诉行政执行案件，由北京金融法院审查和执行。
最高人民法院认为，北京金融法院案件管辖规定的主要创新之处在于：
1. 境外公司损害境内投资者合法权益的相关案件，由北京金融法院跨区域集中管辖；
2. 全国中小企业股份转让系统“精选层”挂牌企业相关证券纠纷，由北京金融法院跨区域集中管辖；
3. 国家金融管理部门因履行金融监管职责引发的行政诉讼和非诉行政执行案件，由北京金融法院管辖。

## 机构设置

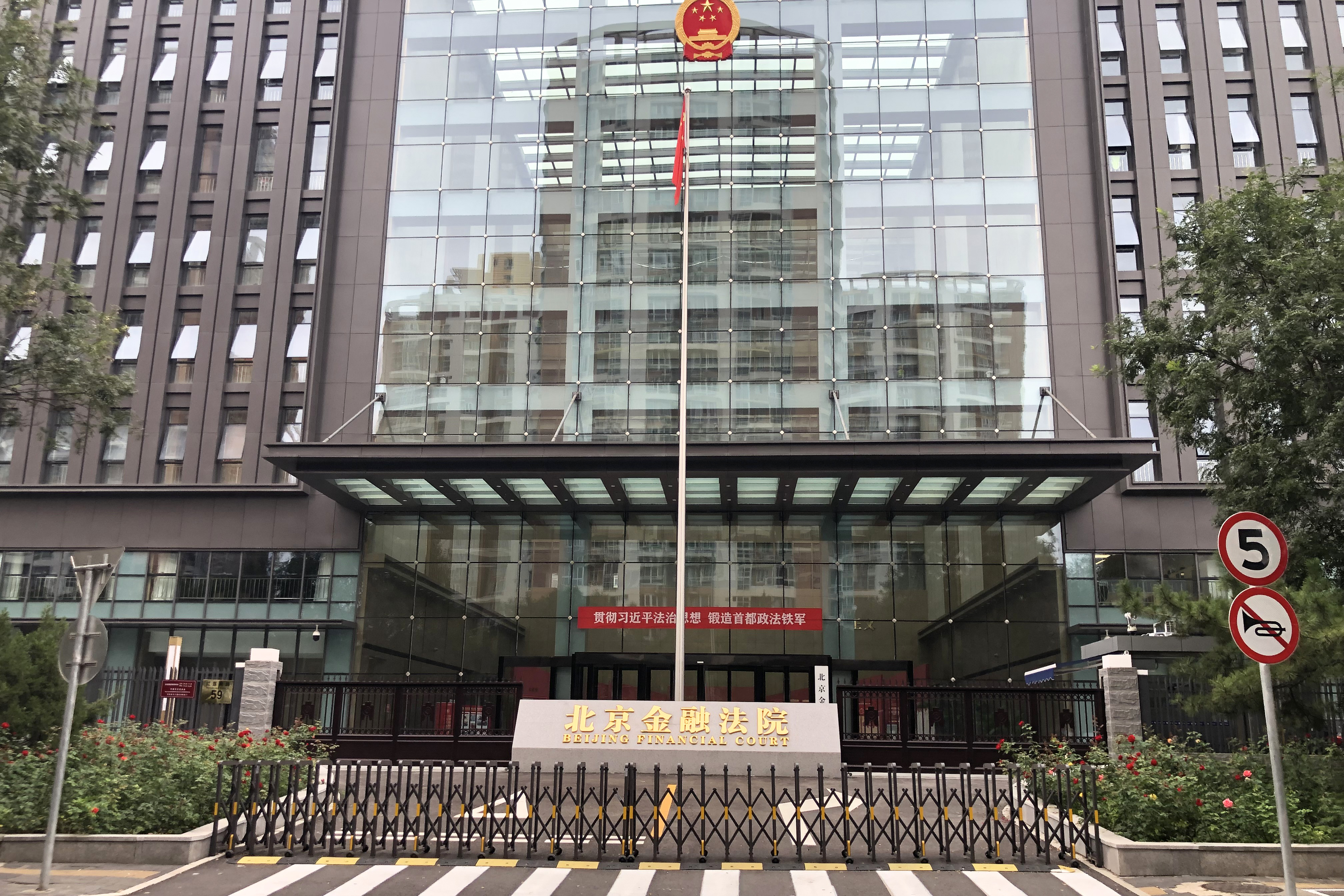
北京金融法院

北京金融法院按照直辖市中级法院的组织架构，设置7个内设机构：
1. 立案庭（审判管理办公室）
2. 审判第一庭
3. 审判第二庭
4. 审判第三庭
5. 执行局
6. 政治部（司法警察支队）
7. 综合办公室

## 知名案例
- 2023年1月，中国民生银行北京分行以金融借款合同纠纷为由，对武汉中心大厦开发投资有限公司、武汉中央商务区股份有限公司、泛海控股股份有限公司和卢志强提起诉讼，要求偿还借款本息合计超过70亿元人民币[13]。10月7日，北京金融法院一审判决武汉中央商务区有限公司需于判决生效之日起十日内向民生银行北京分行偿还贷款本金30.46亿元以及相应的利息、逾期罚息、复利并支付律师费[14]，截至2024年8月8日已被法院强制执行7.16亿余元[15]。